# Škerbec
Škerbec je priimek več znanih Slovencev:
- Jože Škerbec (*1929), izseljenski duhovnik
- Matej Škerbec (1869—1949), duhovnik in javni delavec
- Matija Škerbec (1886—1963), duhovnik, politik, gospodarstvenik, publicist